# Método Montessori

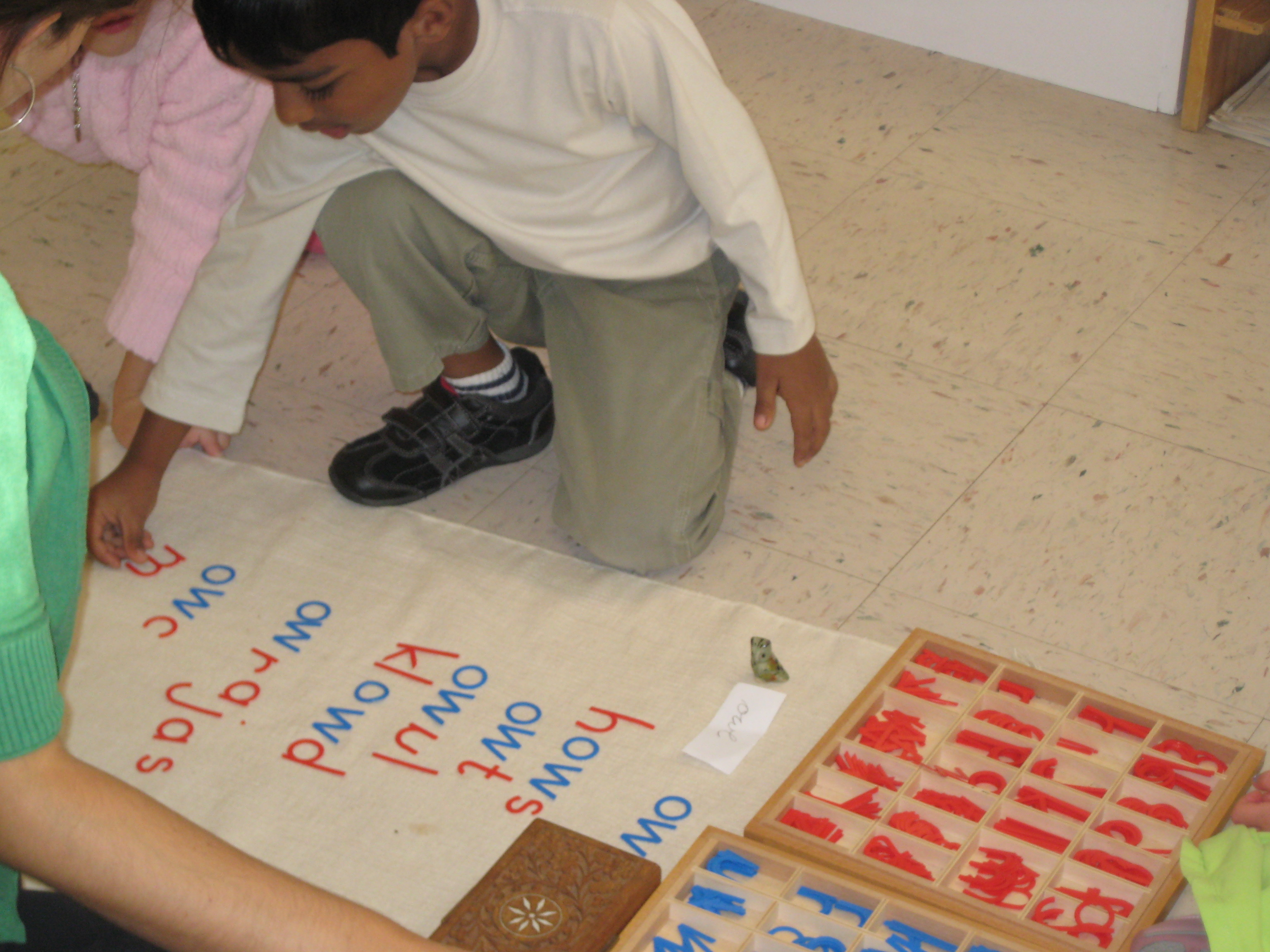
Niños que trabajan con un alfabeto en una escuela Montessori.

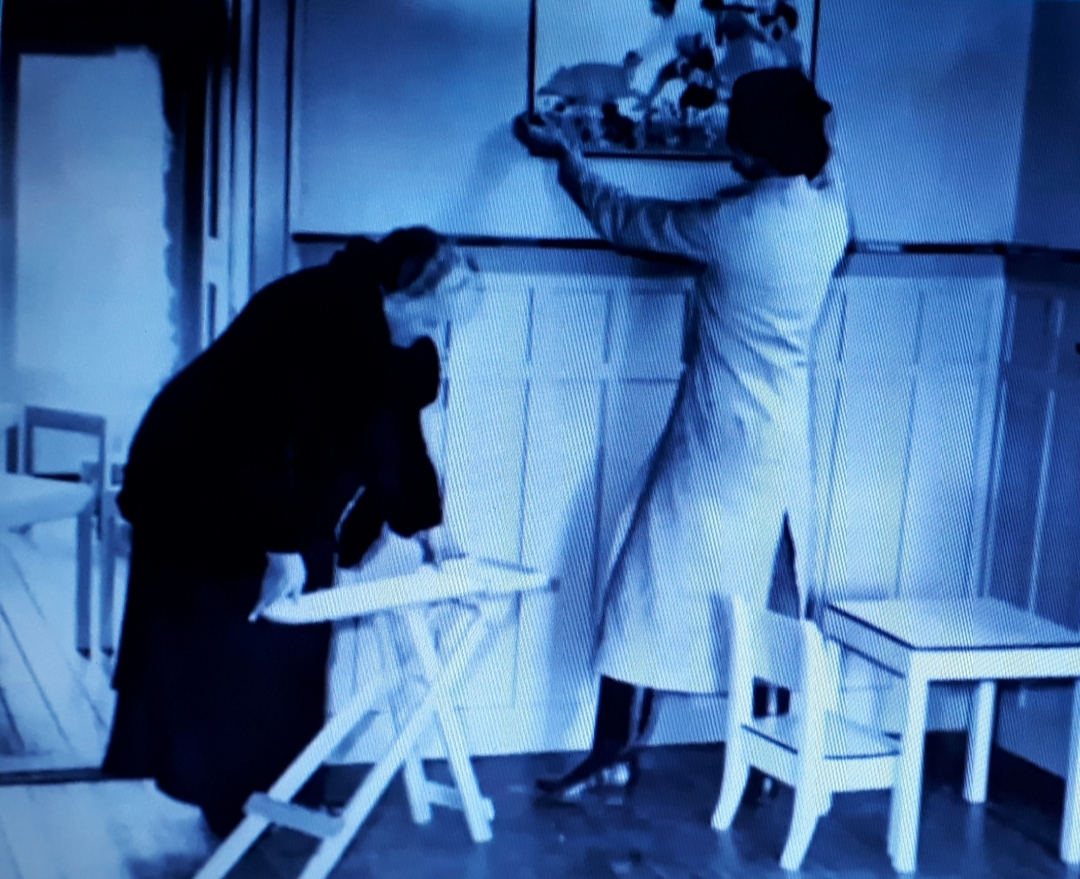
Maria Montessori acondiciona un ambiente preparado.

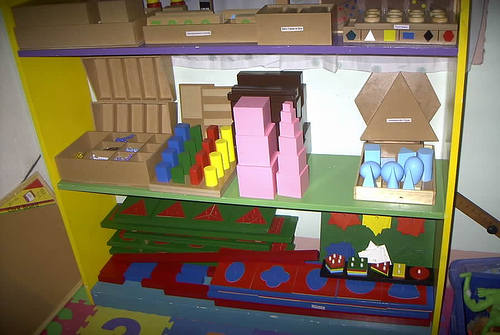
Materiales usados en clases Montessori.

El método Montessori es un modelo educativo ideado por la educadora y médica italiana Maria Montessori, desarrollado a finales del siglo XIX y principios del XX, en gran expansión en la actualidad. El propósito básico de este método es liberar el potencial de cada persona a lo largo de su etapa de formación, para que se autodesarrolle en un ambiente estructurado. El método nació de la idea de ayudar a los niños y jóvenes a obtener un desarrollo integral en cada una de sus etapas (de 0 a 18 años), para lograr el máximo grado en sus capacidades intelectuales, físicas y espirituales. 
Este modelo educativo se caracteriza por poner énfasis en la actividad dirigida por el alumno/a y en la observación clínica por parte del maestro, que ejerce de guía. Esta observación tiene la intención de adaptar el entorno de aprendizaje a la persona y a su nivel de desarrollo. Por ello, se trabaja sobre bases científicas en relación con su desarrollo físico y psíquico. María Montessori basó su método en el trabajo del alumno, en la colaboración con el adulto. Así, la escuela no es «un lugar donde el maestro transmite conocimientos», sino «un lugar donde la inteligencia y la parte psíquica del alumno se desarrollará a través de un trabajo libre con material didáctico especializado».
Inicialmente, María Montessori trabajó con niños y niñas pobres de un barrio de Roma, así como con aquellos que presentaban alguna discapacidad. Se interesó por los niños y jóvenes marginados por la sociedad y, gracias a su pedagogía, observó los progresos que lograban, lo que llevó a la educadora a determinar que este método era aplicable al conjunto de alumnos (desde niños a adolescentes), ya que les ayudaba en el desarrollo personal de la independencia, la libertad con límites, el respeto en la psicología natural, y el desarrollo físico y social. Su libro, El método Montessori, fue publicado en 1912.

## Biografía

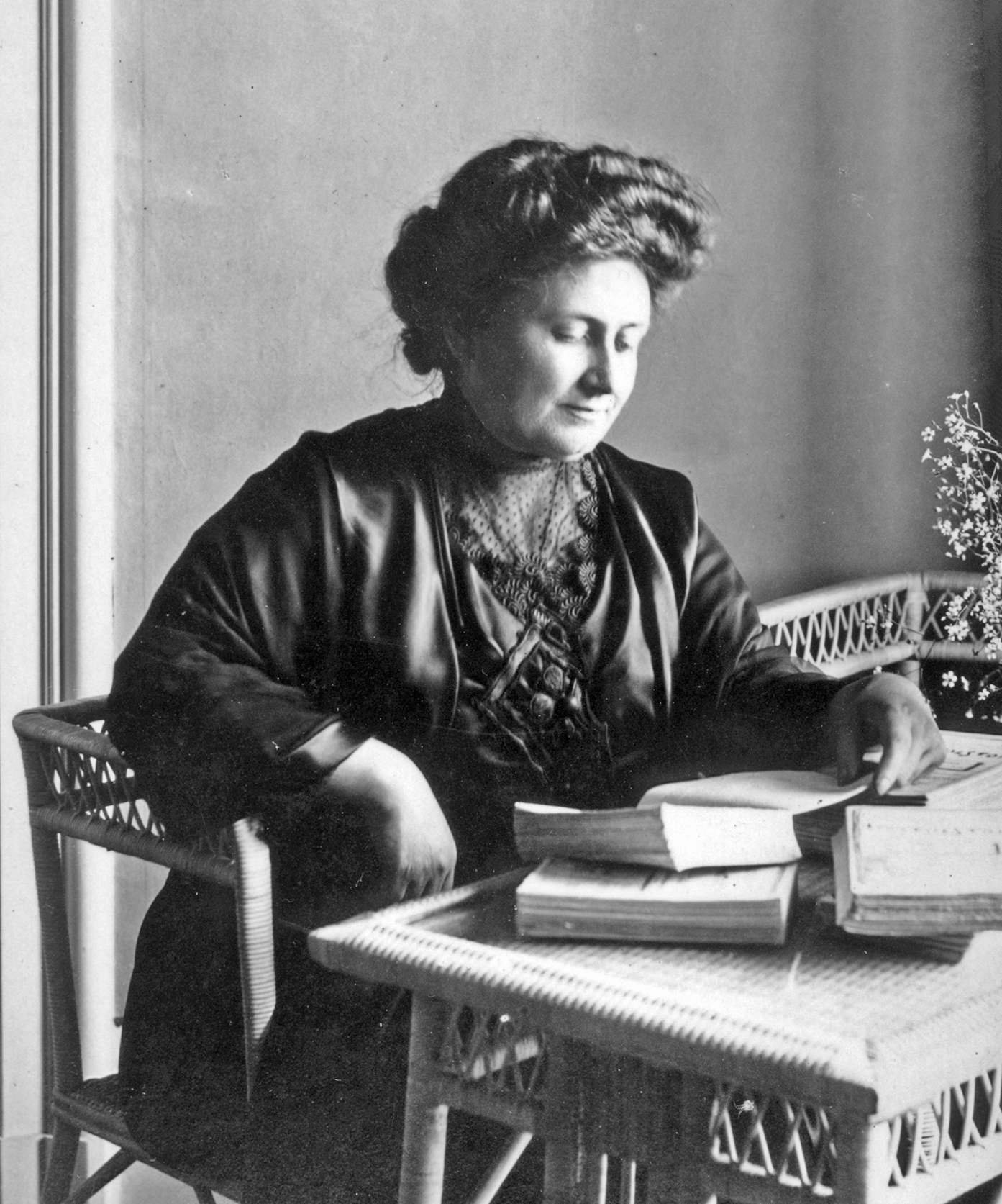

María Montessori (de nombre real: María Tecla Artemisia Montessori) tenía una personalidad atípica para su época. Nació el 31 de agosto de 1870 en Chiaravalle, hija de Renilde Stoppani y Alessandro Montessori. Insistió en realizar sus estudios en un liceo técnico a los catorce años, ya que deseaba ser ingeniera, pero finalmente descubrió un gran interés por la biología humana.
Después de estas experiencias, sintió la ambición de estudiar medicina. Al haber realizado las pruebas en otras materias, es admitida en la Facultad de Medicina de la Universidad de Roma, donde se graduó en 1896 como la primera mujer médica en Italia. Tras la obtención de su doctorado, se especializó en psiquiatría en el departamento del Dr. Montesano.
Su trabajo de investigación se centró en la situación de los niños que vivían en preescolar. Su enfoque es fundamentalmente médico (medir, pesar, higiene...), aunque también es humanista, visión a la que prestó especial atención.
Creó una institución en la que instauró un enfoque de intervención hacia los niños más pedagógico que médico. Durante dos años, trabajó con los niños de los asilos y con los considerados "ineducables", enviados desde la escuela pública. Partió del material de Séguin y de otro que concibió en función de las necesidades de estos menores. Presentó a una parte de sus alumnos a los exámenes de las escuelas públicas, los cuales aprobaron.
Tuvo un hijo llamado Mario Montessori, el cual fallecería el 6 de mayo de 1982.

### Obras
Entre sus escritos destacan El método Montessori (1912) y Desarrollo del método Montessori (1917). También en 1912, Alexander Graham Bell y su hija la invitan a suelo americano y abren la primera Casa de Niños en los Estados Unidos. Posteriormente, se siguen inaugurando escuelas y se crea la American Montessori Association, que encabezaron el mismo Bell y Margaret Wilson, hija del presidente Woodrow Wilson.

## Historia

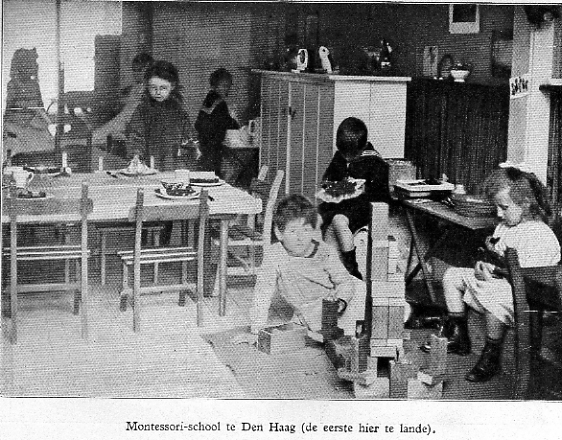
Colegio Montessori en los Países Bajos, 1915. Fotografía recogida en el libro Van Holkema & Warendorf's Uitgevers Mij, Ámsterdam, 1916, que trata sobre el método Montessori.

La Metodología Montessori comenzó en Italia, y es tanto un método como una corriente de la filosofía de la educación. Fue desarrollada por la Dra. María Montessori, a partir de sus experiencias con niños en riesgo social. Basó sus ideas en el respeto hacia estos y en su impresionante capacidad de aprender. Los consideraba como la esperanza de la humanidad, por lo que les dio la oportunidad de utilizar la libertad a partir de los primeros años de desarrollo, siendo así que el niño llegaría a ser un adulto con capacidad de hacer frente a los problemas de la vida, incluyendo los más grandes de todos, la guerra y la paz.
«El niño, con su enorme potencial físico e intelectual, es un milagro frente a nosotros. Este hecho debe ser transmitido a todos los padres, educadores y personas interesadas en niños, porque la educación desde el comienzo de la vida podría cambiar verdaderamente el presente y futuro de la sociedad. Tenemos que tener claro, eso sí, que el desarrollo del potencial humano no está determinado por nosotros. Solo podemos servir al desarrollo del niño, pues este se realiza en un espacio en el que hay leyes que rigen el funcionamiento de cada ser humano y cada desarrollo tiene que estar en armonía con todo el mundo que nos rodea y con todo el universo». María Montessori.
El método Montessori ha sido aplicado exitosamente con todo tipo de niños y en muchas partes del mundo [cita requerida] . Sin importar las críticas a su método en los inicios de la décadas de 1930 y 1940, ha sido aplicado y ha obtenido un avivamiento.[cita requerida]
En 1907, Montessori estableció la primera Casa de Niños ('Casa dei Bambini') en Roma. En el año 1913, hubo un intenso interés por su método en Norteamérica, que más tarde disminuyó (Nancy McCormick Rambusch revivió el método en América, estableciendo la Sociedad Americana Montessori [American Montessori Society] en 1960). Montessori fue exiliada por Mussolini en la India durante la Segunda Guerra Mundial, mayormente porque rehusó comprometer sus principios y convertir a los niños en 'pequeños soldados'. Montessori vivió el resto de su vida en los Países Bajos, país en el cual se encuentra la sede central de la AMI o Association Montessori Internationale. Murió en Noordwijk aan Zee. Su hijo, Mario, encabezó la A.M.I. hasta su muerte en 1982.

## Planteamientos pedagógicos
- Distribución de la educación de los niños en grupos de 0 a 3 años, correspondientes a períodos sensibles de desarrollo.

1. Grupo: de 0 a 3 años.
2. Grupo: de 4 a 6 años.
3. Grupo: de 7 a 9 años.
4. Grupo: de 10 a 12 años.
5. Grupo: de 13 a 15 años.
6. Grupo: de 16 a 18 años.
7. Grupo: de 19 a 21 años.

1. Los niños deben considerarse seres competentes, alentados a tomar decisiones importantes.
2. Observación del niño en el entorno como base para iniciar el desarrollo curricular (presentación de ejercicios subsecuentes para nivel de desarrollo y acumulación de información).
3. Muebles del tamaño de los niños y creación de un entorno del tamaño del niño (microcosmos) en el cual puede ser competente para producir de modo completo un mundo para niños.
4. Participación de los padres para incluir atención propia y básica de salud e higiene como requisito para la escuela.
5. Delineación de una escala de períodos sensibles de desarrollo. Períodos Sensibles, un periodo sensible, en términos de Montessori, ocurre cuando el niño tiene una predisposición a desarrollar nuevos conocimientos y habilidades a través de sus sentidos. Una vez que ha adquirido suficiente conocimiento del mundo pasa a la siguiente fase. Montessori identificó seis periodos sensibles: sensibilidad al orden; al lenguaje; a caminar: a los aspectos sociales de la vida; a los pequeños objetos y, por último, sensibilidad a aprender a través de los sentidos (15)).  La importancia de la "mente absorbente": la motivación sin límite de los niños pequeños para adquirir dominio sobre su entorno y perfeccionar sus experiencias y comprensión ocurren dentro de cada período sensible. El fenómeno está caracterizado por la capacidad del niño de repetición de actividades dentro de categorías de períodos sensibles (ejemplo: balbuceos exhaustivos como práctica de lenguaje conducente a un lenguaje competente).
6. Materiales didácticos (científicos) autocorrectivos, con los que el niño va experimentando por él mismo y va corrigiendo sus errores (algunos basados en trabajos de Itard y Édouard Séguin).
7. Su fin educativo es la autonomía en todos los sentidos: intelectual (al formar un pensador crítico), moral (a través de la reciprocidad y el respeto mutuo), social (al trabajar con sus padres), emocional (a la seguridad que le brindan los límites), la educación de la voluntad y la autosuficiencia.
8. Teniendo en cuenta las áreas en las que trabaja esta autora, la organización de las aulas tendría que estar relacionada con la distribución en torno a sus áreas de trabajo: área de la vida práctica (relacionada con el desarrollo de la vida cotidiana), área sensorial (relacionada con la estimulación de los sentidos), área relacionada con la lectura, y área relacionada con las matemáticas.
9. La naturaleza, en entorno natural, es una parte clave para el desarrollo del niño tanto a nivel físico, social y psicológico. Según el profesor Jaime Lorente, el haiku, poema de origen japonés relacionado con una emoción surgida en un entorno natural, es una buena herramienta que puede incorporarse al método Montessori.[7]

### Centenario de las escuelas Montessori
La conferencia de Roma del 6 y 7 de enero de 2007, dio comienzo al año de celebraciones de sus escuelas en todo el mundo. María Montessori innovó con la visión de que "la educación no debería ser sólo impartir conocimiento, sino un nuevo camino hacia la realización de las potencialidades".

### ¿Modelo educativo o sólo un método?
El trabajo educativo propuesto por María Montessori constituye un modelo educativo y no sólo un método aplicado a la enseñanza, puesto que este concepto (método) implica, por lo general, la organización de actividades concretas para obtener un resultado, por lo que puede ser aplicado prácticamente a cualquier actividad organizada, en tanto que un modelo educativo requiere de una concepción filosófica del aprendizaje, de la enseñanza, de la relación entre educador y niño, y la finalidad social de la actividad enseñanza-aprendizaje, así como el desarrollo de herramientas específicas y materiales educativos basados en esta concepción. Todo este conjunto de ideas y lineamientos desarrollados por ella se conoce también como Filosofía Montessori.

## Diseño del aula Montessori
Aspectos que se deben cumplir en las aulas:
- Tener espacios destinados al trabajo en grupo y áreas para el trabajo individual de cada niño.
- Debe haber espacios dentro del aula abiertos y espaciosos para realizar distintas actividades.
- No hay escritorios. Los niños trabajan en las mesas de trabajo o en el suelo (es esencial tener alfombras).
- La decoración del aula son los trabajos de los propios niños.
- Espacios definidos para cada asignatura (matemáticas, lenguaje, arte, cultura). En estas áreas debe haber diversos materiales.
- Es conveniente incluir un espacio para que el niño pueda estar en paz y pueda reflexionar: un rincón del silencio con artículos bien escogidos para que el niño se sienta tranquilo, por ejemplo, una pecera o unas flores.
- Debe haber un espacio en el aula donde el niño pueda leer.

## Sistema de grados
Las escuelas que utilizan el método Montessori se dividen en grados algo distintos a los de la educación tradicional, los cuales son;
- Comunidad Infantil/Nido: de 0 a 3 años
- Casa de Niños: de 3 a 6 años
- Taller I: de 6 a 9 años
- Taller II: de 9 a 12 años
- Taller III: de 12 a 15 años

## Ventajas y desventajas del método Montessori

#### Se centra en el papel activo del niño en su aprendizaje
La metodología Montessori enfatiza en el papel activo del niño en su aprendizaje, por lo que las actividades educativas están adaptadas al ritmo de desarrollo de cada niño. De hecho, sus métodos están diseñados para estimular la creatividad y el pensamiento infantil, incitando a los pequeños a que descubran de forma autónoma su entorno y asimilen por sí solos los conocimientos.

#### Fomenta el aprendizaje personalizado
Las actividades Montessori están pensadas para que cada niño las ejecute de forma individual siguiendo su ritmo de aprendizaje. Por eso, estas tareas no suelen tener instrucciones u órdenes sino que están diseñadas para que los niños puedan autocorregirse mientras las realizan, sin necesidad de que intervenga un adulto.También los niños tienen completa libertad para escoger las tareas que prefieren realizar según sus preferencias y capacidades.

#### Favorece el desarrollo espontáneo de las funciones cognitivas
A diferencia de las metodologías educativas más tradicionales, el método Montessori estimula el desarrollo casi ilimitado de las capacidades cognitivas del niños que estudian en diferentes temas 

### Desventajas

#### Se pueden pasar por alto determinados aprendizajes
A diferencia de la educación tradicional, los niños que aprenden siguiendo el método Montessori tienen completa libertad para gestionar su aprendizaje. Es cierto que al darle a los niños las riendas de su aprendizaje se estimula su motivación por aprender, pero también encierra el riesgo de pasar por alto determinados conocimientos que al pequeño no le interesan.

#### El desarrollo infantil se puede rezagar
La metodología Montessori enfatiza en el desarrollo personalizado de cada niño, atendiendo a su propio ritmo de aprendizaje, de manera que evita la competencia entre coetáneos. Si bien este principio evita que el niño se sienta demasiado presionado mientras aprende, también puede limitar su desarrollo ya que el pequeño puede carecer de retos que le motiven a superarse y alcanzar el mismo nivel de desarrollo que han logrado sus coetáneos.

#### Limita el desarrollo del niño en otros entornos
Cuando el niño accede a actividades sociales donde no se realizan actividades que siguen este tipo de pedagogía alternativa puede sentir contrariedad ya que en nuestra sociedad priman las normas que se deben seguir para el buen funcionamiento del sistema.

#### Contradicciones en la libertad total del niño y el papel del profesor
Finalmente, esta pedagogía apuesta por la total libertad del niño, siendo así él mismo el que siga su propio aprendizaje sin que el adulto deba interferir en el proceso. No obstante, es el adulto quien conduce y guía al niño en todo momento para que realice el aprendizaje, y este necesita el soporte del adulto, al menos al principio del aprendizaje, como en cualquier otro método pedagogíco.

## La teoría de la educación de Montessori

### Autodeterminación, la libertad y la actividad espontánea
El modelo de Montessori tiene dos elementos fundamentales; en primer lugar, los niños, especialmente los de edad inferior a seis años, experimentan una importante ruta de desarrollo mental. Con base de sus observaciones, Montessori creía que dejar a los niños elegir y actuar libremente, dentro de un ambiente preparado de acuerdo a su modelo, habría contribuido a un desarrollo óptimo.

### Tendencias humanas
Para Montessori, hay características universales e innatas bio-antropoevolutivas, que su hijo y colaborador Mario identificó como “tendencias humanas” en el 1957. En el método Montessori, estas tendencias humanas son consideradas como un comportamiento guía en cada fase del desarrollo y la educación debería facilitar su expresión. Hay un debate sobre la lista exacta de estas características, pero las siguientes son claramente identificables:
- Instinto de conservación.
- Orientación en el ambiente.
- Orden.
- Exploración.
- Comunicación.
- Trabajo (definido también como “actividad intencional”).
- Manipulación del ambiente.
- Exactitud.
- Repetición.
- Abstracción.
- Autoperfección.
- Mente matemática.

### Ambiente preparado
El método de educación Montessori ilustra la libre actividad dentro de un "ambiente preparado", es decir, un ambiente educativo adaptado a las características humanas básicas y a las características específicas de los diferentes niños. La función del medio ambiente es permitir al niño desarrollar su autonomía en todos los ámbitos, de acuerdo con sus propias directrices internas. Además de tener acceso a los materiales apropiados a su educación y edad. El medio ambiente tiene las siguientes características:

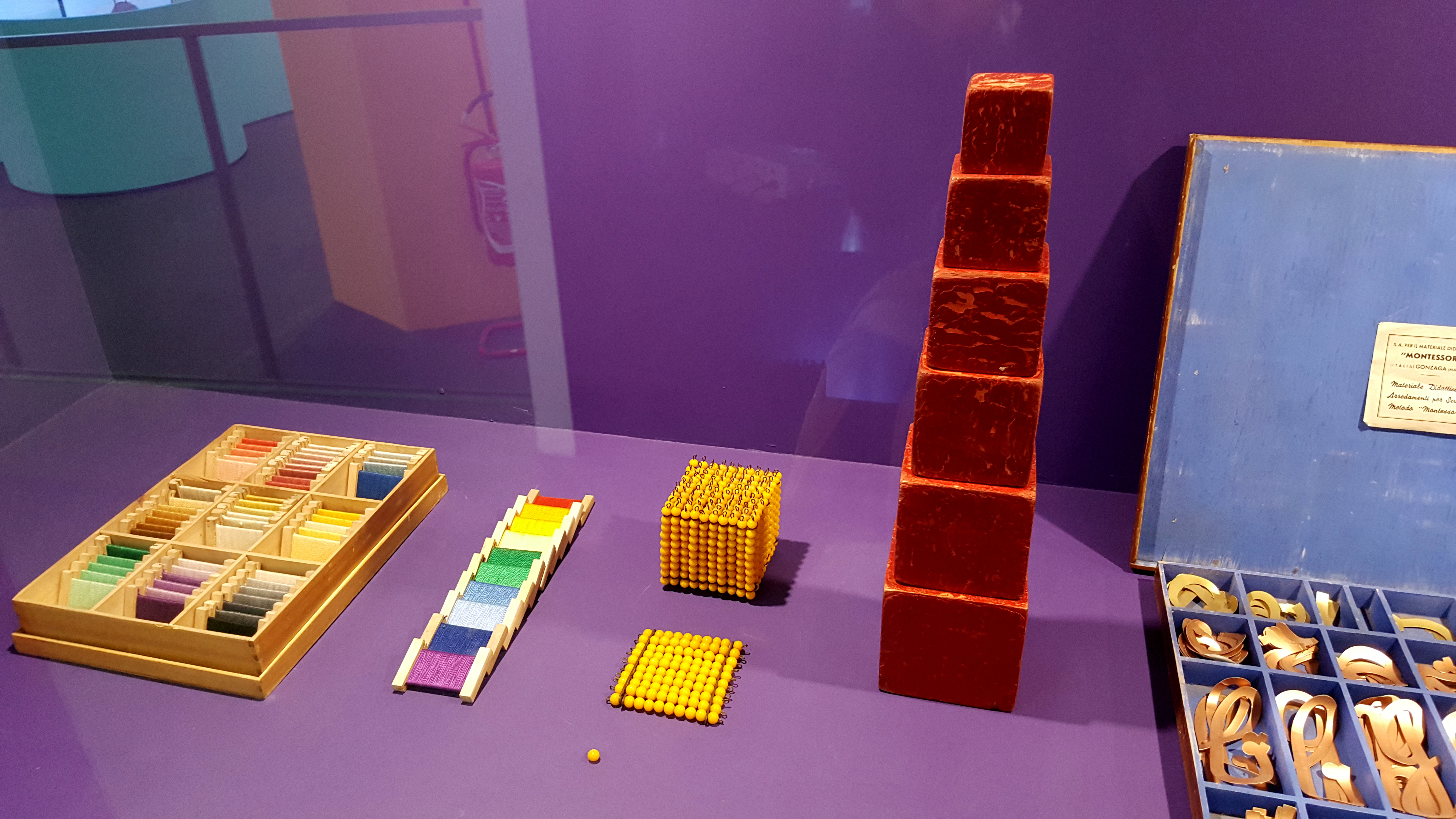
Orden

- Construcción en proporción con el niño y sus necesidades reales.

- La belleza y la armonía.
- Limpieza.
- Orden.
- Un acuerdo que facilita el movimiento y la actividad.

#### Material para el desarrollo cognitivo
El niño es libre en la elección del material. Todo debe surgir espontáneamente por su propio interés, desarrollando así un proceso de autoeducación y autocontrol. Montessori dividió el material utilizado para la educación sensorial en:
- Material analítico: centrado en una cualidad del objeto, por ejemplo, peso, forma y tamaño. Educa los sentidos de forma aislada.
- Autocorrección del material: educa el control de errores del propio niño, sin la intervención del educador.
- Material atractivo para el niño, objetos fáciles de utilizar, creados para atraer al niño a la actividad.

#### Vida práctica y vida sensorial
Las actividades de estilo de vida son la base de la pedagogía llevadas a cabo por Montessori. Inspirada por nuestra cultura y nuestra vida cotidiana, que se han adaptado a las necesidades de los niños. La actividad no es tan importante en sí misma como el desarrollo (concentración, la coordinación, la autonomía...) que permite al niño estar en un ambiente adecuado. Las actividades ofrecen oportunidades únicas a los niños para fortalecer y hacer más precisos sus movimientos. Debe aprender a coordinar sus gestos con un propósito.
El enfoque de Montessori, el papel del movimiento es primordial para el desarrollo armónico de los niños pequeños. María Montessori llamó a estos movimientos como "humano" según las indicaciones de la voluntad del niño con un propósito. A través de la repetición de los gestos, los movimientos se hacen más precisos y el niño va adquiriendo la seguridad en la planificación de sus gestos.
Diseñado para captar la atención del niño y facilitar el aprendizaje, el material de Montessori de la vida sensorial es mucho más que simplemente materiales de enseñanza. Se trata de un desarrollo material que no está diseñado para simplificar el trabajo del educador, sino que está para fomentar el desarrollo y el crecimiento del niño. Dando libertad al niño para acceder y manipular tan a menudo como desee, de hecho, este material responde a sus necesidades.

### Niveles de desarrollo
Montessori distinguió cuatro períodos diferentes o "niveles" en el desarrollo humano, que se extienden desde el nacimiento hasta los seis años, de los 6 a los 12 años, de los 12 a los 18 y de los 18 a los 24. Vio diferentes características, formas de aprendizaje y diferentes imperativos de desarrollo activo en cada uno de estos niveles, manifestando la necesidad de enfoques educativos específicos para cada período.

#### Primer nivel
El primer nivel se extiende desde el nacimiento hasta los seis años de edad. Durante este período, Montessori determinó que el niño tiene un desarrollo físico y psicológico rápido y significativo. El bebé, en este primer período, es visto como un explorador sensorial y un estudiante participativo en el trabajo de desarrollo psicológico de autoconstrucción y construcción de su independencia funcional. De esta manera,  Montessori introdujo varios conceptos para explicar este trabajo, incluyendo la mente absorbente, los períodos sensibles y la normalización.

##### Mente absorbente y mente consciente
Montessori define como "mente absorbente" el comportamiento del niño para asimilar estímulos sensoriales de su entorno, incluyendo, por tanto, la información de los sentidos, el lenguaje, la cultura; su trabajo de inteligencia que absorbe inconscientemente un entorno determinado. En esta fase se formarán las estructuras esenciales de la personalidad.
De los 3 a los 6 años se inicia la educación preescolar y la mente absorbente se asocia a la "mente consciente". Ahora el niño parece tener la necesidad de organizar los contenidos mentales absorbidos lógicamente.

##### Periodos sensibles
Montessori observó también períodos de especial sensibilidad a los estímulos, especialmente en lo que llamó "períodos sensibles". En la teoría de Montessori, el medio ambiente en las aulas debe responder a estos períodos, proporcionando herramientas apropiadas y haciendo actividades precisas disponibles. El educador ha identificado los siguientes períodos:
- La adquisición del lenguaje (desde el nacimiento hasta alrededor de los seis años)
- Orden (desde los 18 meses a 3 años)
- Sofisticación sensorial (desde el nacimiento hasta alrededor de los cuatro años)
- El interés en los objetos pequeños (desde los 18 meses a tres años)
- Comportamiento social (desde dos años y medio a los cuatro años)

##### Normalización
Para finalizar, Montessori observó que en los niños entre 3 y 6 años existe un estado de dialéctica bio-social llamado "normalización", que surge de la concentración de actividades que sirven para el desarrollo del niño, como la "disciplina espontánea, continua, el trabajo feliz, con sentimientos sociales de apoyo y de comprensión con el resto".

#### Segundo nivel
Este nivel se desarrolla entre los seis a los doce años. Durante este período, Montessori observó cambios físicos, relacionales y neuropedagogía en los niños. Después de esta observación tenía como objetivo crear un ambiente escolar adecuado para cumplir con las nuevas características. Físicamente, observó la pérdida de los dientes de leche, el alargamiento de las piernas y torso, y posteriormente un período de crecimiento uniforme. A nivel relacional observó como los niños tendían a realizar sus trabajos en grupos y, por lo tanto, socializarse con los demás compañeros. En la neuropedagogía lo que se predominaba era la razón y la imaginación. Desde un punto de vista del desarrollo, Montessori creía que el trabajo de los niños en el segundo nivel, sería la formación de la independencia intelectual de sentido moral además de la organización social.

#### Tercer nivel
El tercer nivel de desarrollo se extiende desde aproximadamente los doce a los dieciocho años de edad (incluyendo así el período de la adolescencia). El método Montessori sostiene que el tercer nivel no solo se caracteriza por los cambios físicos de la pubertad y la adolescencia, sino también por los cambios significativos de actitud. Además, hizo hincapié en la rapidez del cambio de ideas y el estado de ánimo y dificultad para concentrarse a esta edad, así como las tendencias creativas y el desarrollo de "un sentido de la justicia y un sentido de la dignidad personal". Se utiliza el término "explotación" para describir el impulso de estos "adolescentes de evaluación externa resultantes de su valor." Desde una perspectiva evolutiva, Montessori cree que el trabajo del niño en el tercer nivel ayuda a la construcción del yo adulto en la sociedad.

#### Cuarto nivel
El cuarto nivel de desarrollo se amplía aproximadamente de los 18 a los 24 años. Montessori escribió relativamente poco en este período y no desarrolló un programa educativo para este intervalo de edad. Se imaginó a los adultos jóvenes preparados a partir de sus experiencias a través de su método, listos para involucrarse en el estudio de la cultura y de la ciencia, e impulsar la civilización. Ella creía que la independencia económica, en forma de trabajo, era fundamental en esta edad y pensaba que un límite arbitrario al número de años de estudio de nivel universitario era innecesario, porque el estudio de la cultura podría continuar durante toda la vida de una persona.

## La autenticidad del método
Las ideas de Montessori tuvieron lugar a nivel internacional y en muchos países se establecieron sociedades, conocidas como "Sociedad Montessori" para promover su trabajo. Sin embargo, Montessori mantiene un estricto control sobre el uso de su nombre e insistió en que solo ella fue capaz de dar una auténtica educación en cuanto a sus métodos. En el año 1929 se fundó "Association Montessori Internationale (AMI) para mantener la integridad de la obra de su vida además de asegurarse que continuaría después de su muerte. La Association Montessori Internationale sigue capacitando a los maestros usando herramientas y teorías desarrolladas por María Montessori y su hijo.[cita requerida]

## La crítica al método Montessori
El método de Montessori obtuvo diversas acusaciones hechas en el plano ideológico, lo que se refiere a una oposición demasiado rígida y esquemática entre el bien de los niños buenos y los adultos corruptos. El plan de estudios ha sido criticado debido al carácter artificial de los materiales y las modalidades rígidas en su empleo. Este método se ha opuesto a la flexibilidad de este otro, Agazzi, único por la diversidad y por la fantasía del material de juego. En el método, las acusaciones tenían lugar desde un punto de vista de socialización, donde los niños aprenden de forma individual y no mediante el desarrollo de relaciones con otros niños. A pesar de las críticas, el método Montessori sigue siendo utilizado y adoptado en Italia, su tierra natal, y en el resto del mundo.

## La validez del método

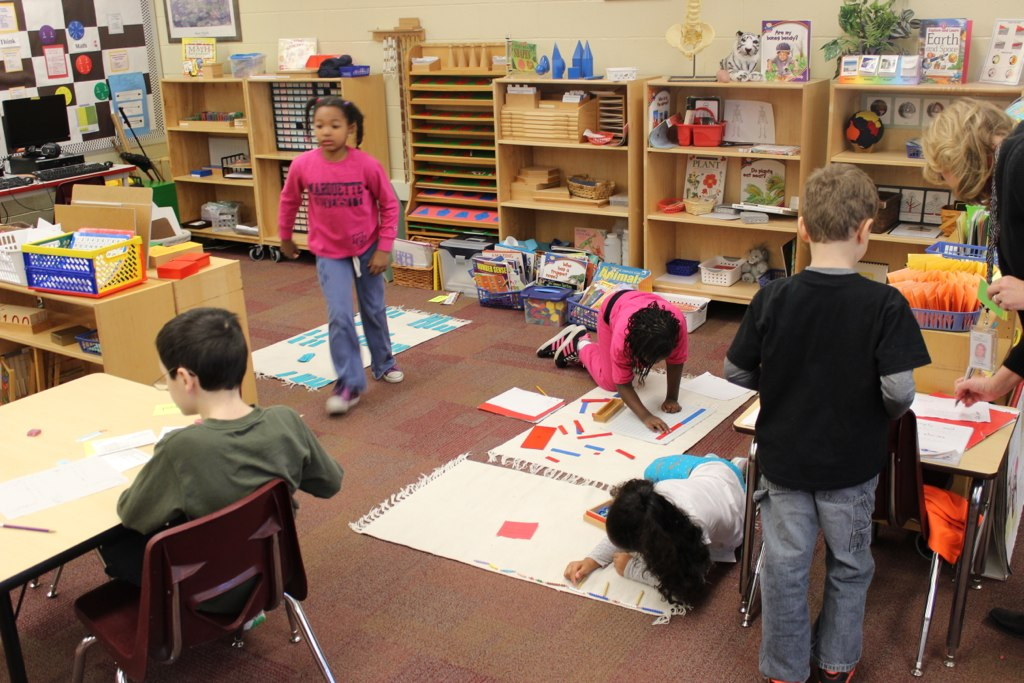
Un aula Montessori en los Estados Unidos

El método Montessori ha sido objeto de numerosos estudios científicos, cuyo objeto era evaluar su eficacia en el aprendizaje. En 1978, un estudio encargado por el Departamento de Educación del gobierno de Estados Unidos titulado "Aplicaciones eficaces de los métodos Montessori con los niños en riesgo debido a discapacidades de aprendizaje", reconoció la eficacia contra los niños con discapacidad de aprendizaje, abriendo el camino a la financiación de las escuelas Montessori por el gobierno de Estados Unidos. En el año 2006, también apareció en la prestigiosa revista Science un estudio fundamental creado por Angeline Lillard y su grupo de investigación de la Universidad de Virginia, donde se evalúan los efectos del método Montessori. El estudio titulado "Evaluación de la Educación Montessori" compara los diferentes aspectos en el aprendizaje de los niños de cinco y doce años de edad, destacando los mejores resultados, tanto en el campo como en las capacidades cognitivas sociales de los niños que asisten a una escuela Montessori y los niños que acuden a escuelas con enfoques diferentes.